# Soluzione spagnola

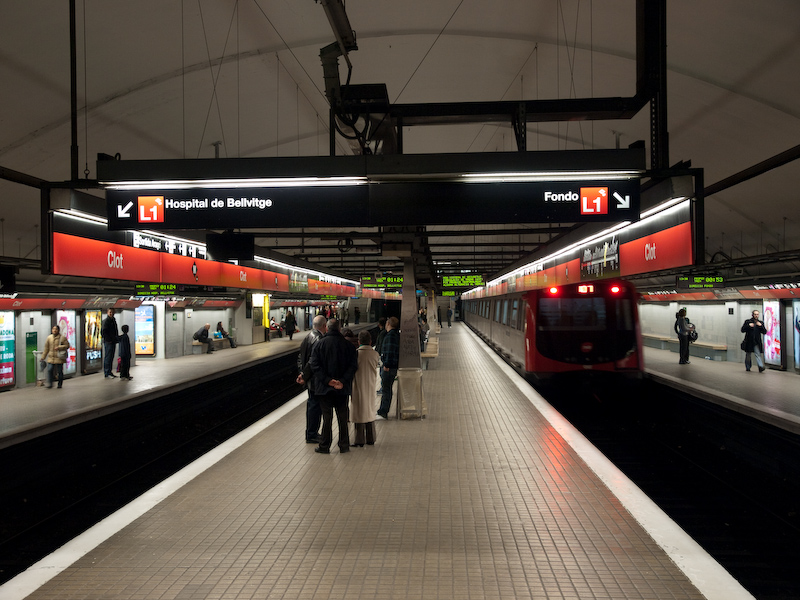
Stazione di Clot della metropolitana di Barcellona.

Nel gergo ferroviario, con il termine soluzione spagnola o soluzione Barcellona si intende una particolare configurazione delle stazioni in cui le due banchine ai lati del binario vengono utilizzate per accelerare la salita e la discesa dei passeggeri, questi infatti salgono da una banchina e scendono dall'altra. Se sono presenti due binari e tre banchine, due laterali ed una ad isola, generalmente la banchina centrale sarà utilizzata solo per la discesa. Generalmente, quando è presente questa configurazione, le porte destinate alla discesa si aprono qualche secondo prima di quelle destinate alla salita.
Questa configurazione venne utilizzata per la prima volta nel 1895 nella stazione di King William Street della metropolitana di Londra, oggi demolita, tuttavia il suo uso massiccio avvenne solo a partire dagli anni 1930 nella metropolitana di Barcellona, che le diede l'attuale nome. Negli Stati Uniti fu utilizzata per la prima volta nel 1912 nella stazione di Park Street della metropolitana di Boston e poi nel 1913 nella stazione di Chambers Street della metropolitana di New York.
Impieghi analoghi avvengono in diverse linee ferroviarie suburbane giapponesi, ad esempio le Ferrovie Odakyū a Tokyo e le Ferrovie Hankyū a Osaka.